# Tjaart van der Walt
Tjaart van der Walt (nascido em 25 de setembro de 1974) é um jogador profissional sul-africano de golfe.